# Le Rêve de la reine Catherine
Le Rêve de la reine Catherine – ou en anglais The Vision of Catherine of Aragon – est un tableau de l'artiste britannique Johann Heinrich Füssli réalisé en 1781.
Cette huile sur toile représente un passage de la pièce Henri VIII, par William Shakespeare, dans lequel Catherine d'Aragon fait le rêve macabre de sa propre fin après avoir été bannie au profit d'Anne Boleyn : étendue sur son lit de mort, elle avance son bras gauche vers la couronne que lui tendent des apparitions spectrales féminines partiellement nues, dans une commotion qui surprend sa servante assise à son chevet au pied d'une lyre et d'une sculpture.
L'œuvre est aujourd'hui conservée au sein de la Lytham St Annes Art Collection, dans le borough de Fylde, dans le Lancashire, en Angleterre.